# Kungasagor

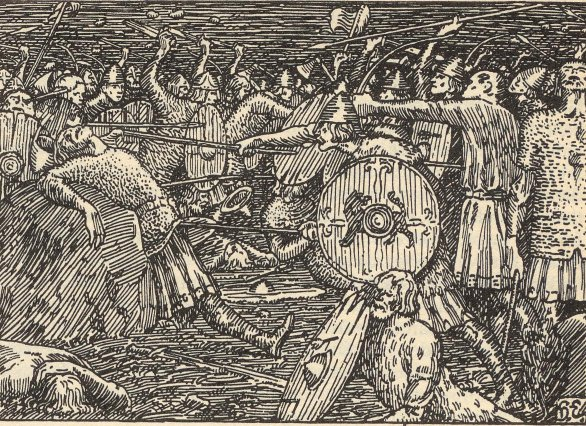
Från Heimskringla, Olav den Heliges saga, av Halvdan Egedius.

Kungasagorna är de fornvästnordiska sagorna som berättar om de norska kungarnas liv. De skrevs både av namngivna och okända författare på Island och i Norge.
Kungasagorna förtecknas nedan i förmodad kronologisk ordning. Vissa av texterna är skrivna på latin.
- Ett verk på latin av Sämund Frode, ca 1120, nu förlorat.
- En äldre version av Isländingaboken av Ari Þorgilsson frode, cirka 1125, nu förlorad.
- Historia de Antiquitate Regum Norwagiensium, skriven på latin av Theodoricus monachus, ca 1130 eller ca 1180.
- Ryggjastykke, av Eirik Oddsson, cirka 1150, nu förlorad.
- Historia Norvegiæ, cirka 1170.
- Sköldungasagan, cirka 1180, ofullständigt bevarad.
- Den äldsta sagan om Olav den helige, cirka 1190, till största delen förlorad.
- Ágrip af Nóregs konunga sögum, cirka 1190.
- En latinsk Saga om Olav Tryggvason, av Odd Snorresson, ca 1190
- En latinsk Saga om Olav Tryggvason, av Gunnlaug Leifsson, ca 1195, förlorad.
- Sverres saga, av Karl Jónsson, cirka 1205.
- Den legendariska sagan om Olav den helige, cirka 1210.
- Morkinskinna, cirka 1220, skriven före Fagrskinna.
- Fagrskinna, cirka 1220.
- Olav den heliges saga (Óláfs saga helga) av Styrmir Kárason, cirka 1220, största delen är förlorad.
- Baglersagorna (Böglunga sögur), cirka 1225.
- Den fristående Sagan om Sankt Olav, av Snorre Sturlasson, cirka 1225.
- Heimskringla, av Snorre Sturlasson, cirka 1230.
- Knytlingasagan, troligen av Olav Tordsson vitaskald, cirka 1260.
- Sagan om Håkon Håkonsson, av Sturla Tordsson, cirka 1265.
- Magnus Lagaböters saga (Magnúss saga lagabætis), av Sturla Tordsson,  cirka 1280, endast fragment.
- Hulda-Hrokkinskinna, cirka 1280.
- Den större sagan om Olav Tryggvason (Óláfs saga Tryggvasonar en mesta), ca 1300.

Följande sagor räknas ibland till Kungasagorna:
- Jomsvikingasagan.
- Orkneyinga saga.
- Färingasagan.
- Brjáns saga, borttappad, men finns till viss del i Njáls saga.
- Eiríks saga Hákonarsonar eller Hlaðajarla saga, borttappad, men används i Kungasagorna.
- Hákonar saga Ívarssonar.